# فوقس غضروفي
فوقس غضروفي (الاسم العلمي: Fucus cartilagineus) هو نوع من الطلائعيات يتبع جنس الفوقس من الفصيلة الفوقسية.